# Arroyo Bolívar

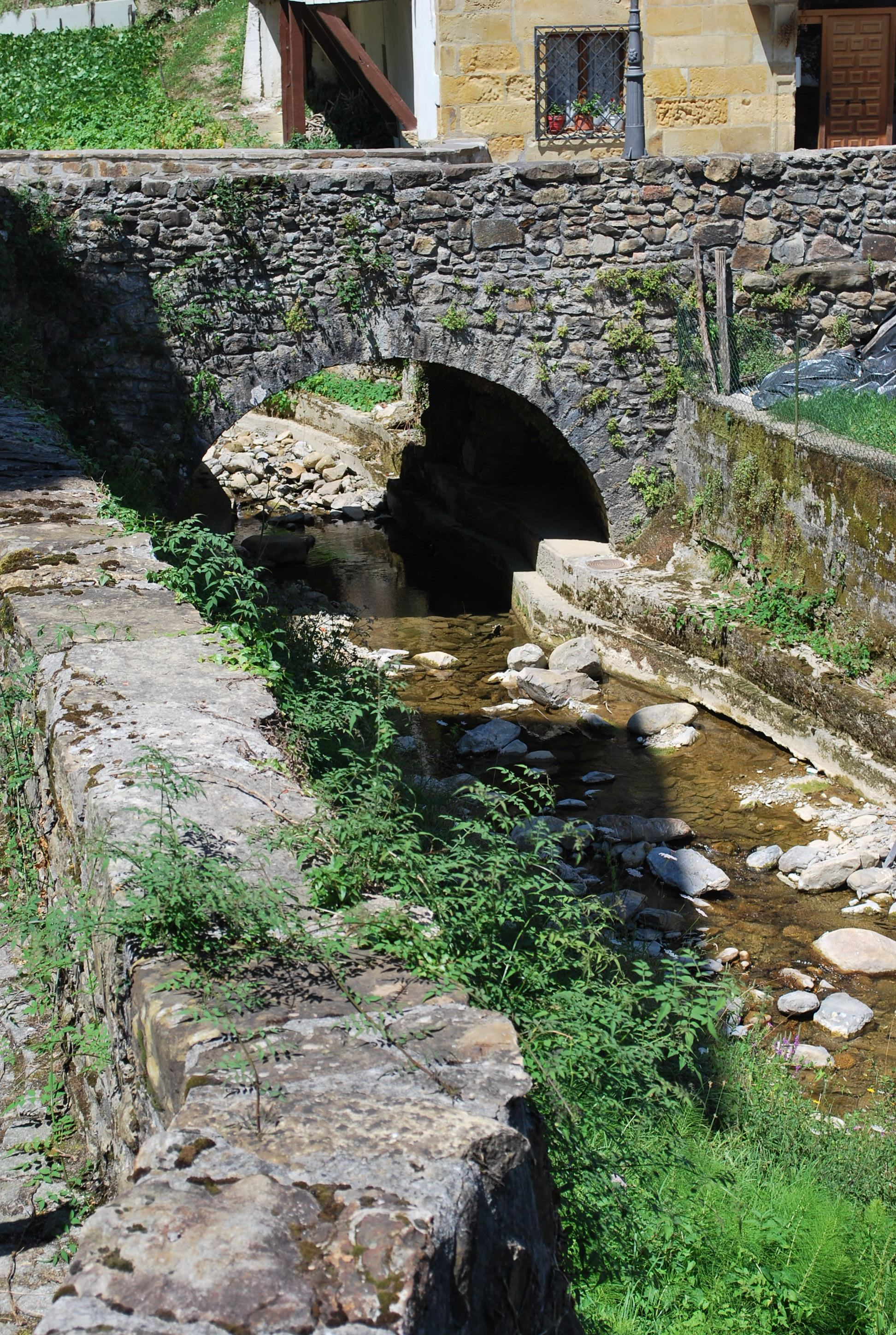
Puente a su paso por Puebla de Bolíbar

Bolívar es un pequeño río de la provincia de Guipúzcoa, España.

## Curso
Nace de varias fuentes de aguas cristalinas y ferruginosas que bajan de los altos montes de que se forma el valle, en cuyo fondo está la anteiglesia de Puebla de Bolíbar. Aquí tiene un molino harinero y dos puentes para facilitar la comunicación de los naturales, y dirigiendo su curso de sur a norte llega a Escoriaza que baña por el sur y poco después se pierde en el Deva. 
Aparece descrito en el cuarto volumen del Diccionario geográfico-estadístico-histórico de España y sus posesiones de Ultramar de Pascual Madoz con las siguientes palabras:

BOLIVAR: riach. de la prov. de Guipúzcoa, part. jud. de Vergara, el cual tiene origen en varias fuentes ferruginosas que brotan en la parte occidental de la sierra de Aranzazu. Durante su curso de S. á N. por el valle de Leniz, baña la anteigl. de su nombre (V), donde tiene 2 puentes para comunicacion de los hab., y despues llega á Escoriaza en cuyas inmediaciones confluye con el Deva.
(Madoz, 1846, p. 382)